# Tállya vasútállomás
Tállya vasútállomás egy Borsod-Abaúj-Zemplén vármegyei vasútállomás, Tállya településen, a MÁV üzemeltetésében. A belterület délnyugati széle közelében helyezkedik el, közúti elérését a 3731-es útból kiágazó 37 307-es számú mellékút biztosítja.

## Vasútvonalak
Az állomást az alábbi vasútvonalak érintik:
- Szerencs–Hidasnémeti-vasútvonal

## Kapcsolódó állomások
A vasútállomáshoz az alábbi állomások vannak a legközelebb:
- Rátka megállóhely
- Golop megállóhely (Szerencs–Hidasnémeti-vasútvonal)

## Forgalom
| Járat        | Útvonal                                                                    | Gyakoriság |
| ------------ | -------------------------------------------------------------------------- | ---------- |
| személyvonat | Szerencs – Mád – Rátka – Tállya – Golop – Abaújszántói fürdő – Abaújszántó | 2 óránként |